# Головковка (Черкасская область)
Головко́вка (укр. Головківка) — село в Чигиринском районе Черкасской области Украины. Головковка была центром украинского гончарства; посуда, выполненная  на заказ польских королей и магнатов, ныне хранится в лучших музеях разных стран мира.
Население по переписи 2001 года составляло 1481 человек. Занимает площадь 6,648 км². Почтовый индекс — 20936. Телефонный код — 4730.

## География
Село расположено в живописной, холмистой местности, на территории урочища Холодный Яр; в 43 км от города Чигирин и в 25 км от железнодорожной станции Фундуклеевка. Недалеко от села расположен Атаманский парк - заповедное урочище площадью 397 га. 

## Климат
Климат умеренно континентальный, с четким разделением времен года. Характерные засушливое лето и относительно теплая зима. Средняя температура воздуха составляет + 8 °С. Максимальная температура в июле + 37 °С, минимальная в декабре -37 °С. Среднегодовое количество осадков составляет 482 мм. Наибольшая глубина снежного покрова - 730 мм, минимальная - 35 мм. Глубина промерзания почвы - 0,2—1,1 м. Преобладают северо-западные, северные и западные ветры.

## История

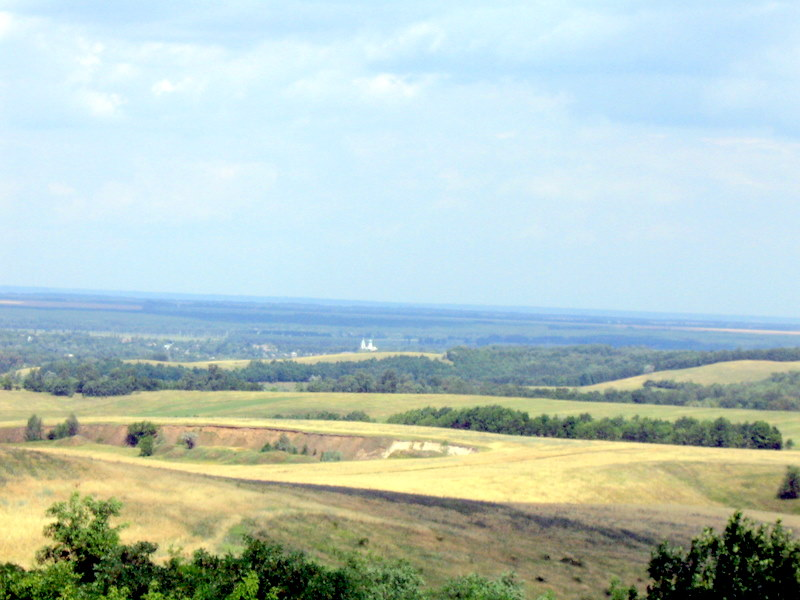
Холодный Яр

В исторических документах село впервые упоминается в 1775 году, когда в нём была освящена Богословская церковь. 
С 1835 года село принадлежало Ивану Ивановичу Фундуклею.
С 1866 года село стало волостным центром Головковской волости Чигиринского уезда Киевской губернии.
В 1877 году ряд жителей села были привлечены к суду как участники несостоявшегося восстания, известного как «Чигиринский заговор».

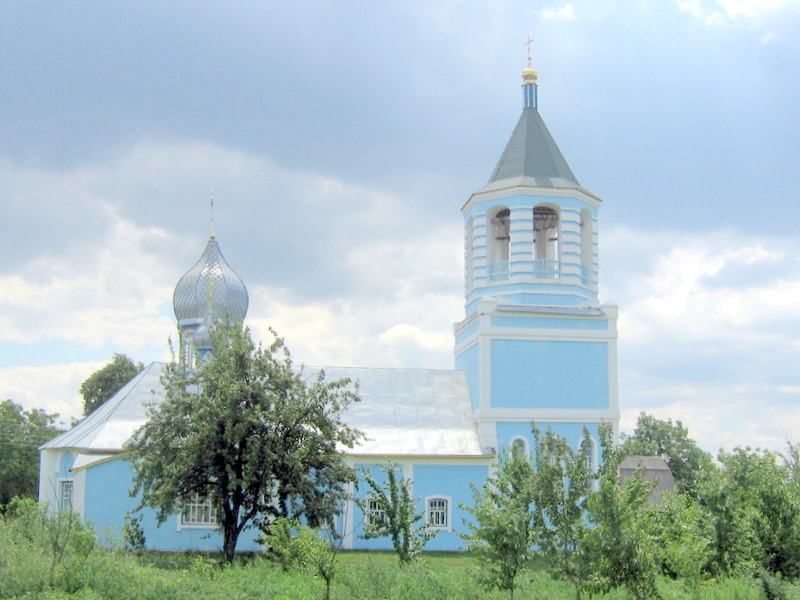
Храм Иоанна Богослова

В 1888 году село перешло в собственность сахарозаводчика Николая Артемьевича Терещенко, усилиями которого здесь была открыта в 1889 году двуклассная церковно-учительская школа.
В 1863 году: число жителей — 1917 душ; в селе находились 181 двор, больница. В конце XIX века в Головковке проживало 2140 жителей.
Летом 1901 года село посетила археологическая экспедиция И. М. Каманина, которая исследовала, в частности, местный храм.

## Известные жители и уроженцы
- Барон Врангель, Николай Николаевич (1880—1915) — искусствовед;
- Ильченко, Ефросинья Андреевна (1914—2006) — Герой Социалистического Труда;
- Брюховецкий, Иван Яковлевич (род. 1932) — Герой Социалистического Труда.